# Tateyama, Chiba
Tateyama (館山市 Tateyama-shi) là một thành phố thuộc tỉnh Chiba, Nhật Bản.